# Запозичення в російській мові
Російська літературна мова має велику кількість запозичень з інших мов.
Запозиченими словами в російській мові є такі звичні слова як-от зонтик («парасоля»), магазин («крамниця»), лошадь («кінь»), обезьяна («мавпа»), галстук («краватка»), компот, трактор, танк, гавань, парус, икона, церковь («церква»), хор, рынок, базар, вокзал, машина, гол, селедка («оселедець»), суп, котлета, картошка («картопля»), кастрюля («баняк»), чай, сахар («цукор») тощо.

## Періодизація запозичень

### Праслов'янський період
До запозичень праслов'янського періоду належать такі лексеми, як изба, князь, кот, котел, стекло, хлеб, церковь. Вони присутні в більшості інших слов'янських мов.

### Період Стародавньої Русі
У давньоруську добу в східнослов'янські діалекти продовжували надходити запозичення як з інших індоєвропейських, так і тюркських і фіно-угорських. З балтійських мов походять слова ковш, кувшин, пакля.
На територіях сучасної Росії була засвоєна певна кількість слів з фінських мов (майна, паинька, пахтать, сорога).

### Новий час
Петро І так писав до російського дипломата Рудаковського:
|  | У реляціях твоїх вживаєш ти вельми багато польських та інших іноземних слів і термінів, за якими самої справи зрозуміти неможливо; через це пиши нам усі свої реляції російською мовою, не вживаючи іноземних слів і термінів. Оригінальний текст (рос.) В реляциях твоих употребляешь ты зело много польские и другие иностранные слова и термины, за которыми самого дела вразуметь невозможно; того ради тебе реляции свои нам писать все российским языком, не употребляя иностранных слов и терминов. |

Найвизначніший російський поет О. Пушкін часто вживав запозичення з інших мов, не поділяючи погляди російських пуристів щодо неприпустимості вживати запозичення: з грецької мови кристалл, музыка, латини трибун, секундант, з німецької альманах, флер («флер», «серпанок»), з італійської фагот, флейта, з польської франт, мазурка, з англійської бостон, сплин, з французької педант, идеал, з голландської кофе («кава», «кофе»).

«Россійская граматика» 1755 року М. В. Ломоносова, стала першою російською науковою граматикою і заклала основи сучасної російської літературної мови

У текстах «Пікової дами», «Арапа Петра Великого», «Панянки-селянки» запозичених слів понад 50: депеша, штоф, "ассигнация, мантилья, бард, шкипер, пунш, фортуна. В інших текстах творів О.Пушкіна також багато запозичень: лексеми греко-латинського походження (афоризм, философия), з французької (англоман, анекдот), з німецької (герцог, камин), з голландської (верфь, шкипер), з італійської (шпага, ломбард), з англійської (пунш, вист («віст»), миля), з угорської (гусар, гайдук), з іспанської (мантилья), багато слів тюркського походження (утюг («праска», «утюг»), шалаш («курінь»)), одиничні запозичення з турецької (султан), фарсі (сурьма («антимон»)), арабської (мишура («мішура», «сухозлітка», «шумиха»)).

## Особливості
Деякі слова, які запозичуються російською мовою, вимовляються зі звуками, не властивими російській літературній мові:
- слово жюри («журі») вимовляється з м'яким ж,
- у слові резюме перед кінцевим орфографічним е вимовляється приголосний звук, що є проміжним між твердим і м'яким (так зване 3-тє пом'якшення), ще недавно аналогічний звук вимовлявся в слові кафе (зараз у цьому слові, як і в багатьох інших, що прийшли з французької мови, — пенсне, кашне тощо — вимовляється твердий приголосний),

## Запозичення з різних мов

### Тюркізми
- Запозичення з тюркських мов VIII—XII ст. — боярин, шатёр («шатро»), богатырь («богатир, силань»), жемчуг («перли, жемчуг»), кумыс («кумиз, кумис»), ватага, телега («віз», «теліга»), орда.
- Запозичення з грецької мови X—XVII ст. — библия, анафема, ангел, епископ, демон, икона, монах, монастырь, лампада, пономарь («паламар»), математика, философия, история, грамматика, известь («вапно»), сахар («цукор»), скамья («лавка, ослін, скамна»), тетрадь («зошит»), фонарь («ліхтар»), буйвол («буйвіл»), фасоль («квасоля»), свекла («буряк»), хорей, комедия, мантия, стих («вірш», «стих у священних книгах»), логика, аналогия тощо.

### Українізм
Українізми в російській мові включають слова та вирази, такі як галушки, бублики, сирники, жінка, надибати, шкірка, вечеря (тайная вечеря), гопак, борщ, брехня, хлібороб, дерун, козак, горілка, кобзар, сало, бандура, калач, писанка та гуцул.

### Церковнослов'янізми
- Російська літературна мова є відносно спорідненою з церковнослов'янскою мовою, слова церковнослав'янского походження складають ледь не половину всього словникового запасу російської мови[3][4][5] Запозичення з церковнослов'янської мови (до середини XVII ця мова була єдиною літературною мовою східних і південних слов'ян): извещать («повідомляти, сповіщати»), предвещать («віщувати», «провіщати»), надлежать («належати», «припадати»), изъять («вилучити»), благодеяние («доброчинність»), благосостояние («добробут»), сосуществование («співіснування»), изгнание («вигнання»), долженствование («повинність»). Багато слів існують у вигляді дублетів, що відрізняються у фонетичному, семантичному та функціонально-стилістичному планах — російське слово є нейтральним або «низьким», а церковнослов'янське — «високим» або нейтральним: город («місто») — град, берег — брег, житье — житие, обнять («обійняти») — объять («охопити, пойняти»), одёжа («одіж, одежа») — одежда («одяг»). Те саме у власних іменах: Марья — Мария, Авдотья («Явдоха») — Евдокия («Євдокія»), Иван («Іван») — Иоанн («Йоанн»), Михайла — Михаил («Михайло») тощо. Деякі пари слів мають різне значення і зараз не сприймаються як російсько-церковнослов'янські дублети: нёбо («піднебіння») та небо («небо»), невежа («нечема») та невежда («неук»), горожанин («городянин, міщанин») та гражданин («громадянин»), встать («встати») та восстать («повстати»). Багато церковнослов'янізмів вже не сприймаються, як запозичення: суфікс активного дієприслівника -ущ-/-ющ-, -ащ-/-ящ- (бегущий — «той, що біжить», свистящий — «той, що свистить», горящий — «той, що горить, палаючий»), що частково витіснив російський -уч-/-юч-, -ач-/-яч- (зберігся у словах могучий — «могутній», горячий — «гарячий»), слова благоразумный («розважливий, розсудливий»), благородный («шляхетний»), могущество («могутність»), имущество («майно»), преимущество («перевага»), вероломный («зрадливий, віроломний»), первоначальный («початковий, первісний»), предпочитать («надавати перевагу»), гостеприимство («гостинність»), суеверие («забобон, марновірство»), беззаконие («беззаконство, беззаконня»), прежде («раніше, доти, передусім, давніше»), пещера («печера»), помощь («допомога»), вождь («вождь, проводир»), юность («юність»), шлем («шолом») тощо.

Окрім лексичних запозичень є запозичення у фонетиці, морфології та синтаксисі.

### Латинізми
- запозичення з латини з XVII ст. — доктор, медицина, лилия, роза («троянда»).
- запозичення при Петрі І (як-от алгебра, оптика, глобус, апоплексия, лак, компас, крейсер, порт, корпус, армия, дезертир, кавалерия, контора, акт, аренда («оренда»), тариф тощо).

### Запозичення з голландської мови
- - з голландської мови — балласт, буер, ватерпас, верфь, гавань, дрейф, лавировать, лоцман, матрос, рея, руль, флаг («прапор»), флот, штурман тощо.

### Галліцизми
- - з французької мови — бюро, будуар, витраж, кушетка, ботинок («черевик»), вуаль, гардероб, жилет, пальто, бульон, винегрет, желе, мармелад, актёр («актор»), антрепренёр, афиша, балет, жонглёр, режиссёр, батальон, гарнизон, пистолет, эскадра, буржуа, деклассированный («(з)декласований»), деморализация, департамент тощо.

### Італізми
- ария, аллегро, браво, виолончель, новелла, пианино, речитатив, тенор, валюта, вилла, вермишель, макароны.

### Іспанізми
- гитара, мантилья, кастаньеты, серенада.

### Англіцизми
- - з англійської мови — баржа, бот, бриг, вельбот, мічман, шхуна, катер тощо.
  - з німецької мови — фляжка, зонтик.
- компьютер
- дисплей
- файл, интерфейс, принтер, бартер, брокер, ваучер, дилер, виндсерфинг, скейтборд, армрестлинг, кикбоксинг, имидж, презентация, номинация, спонсор, видео, шоу тощо.